# اوبرلسباخ
اوبرلسباخ (به آلمانی: Oberelsbach) یک منطقهٔ مسکونی در آلمان است که در رن-گرابفلد واقع شده‌است. اوبرلسباخ ۲٬۸۲۸ نفر جمعیت دارد.